# James Chalmers

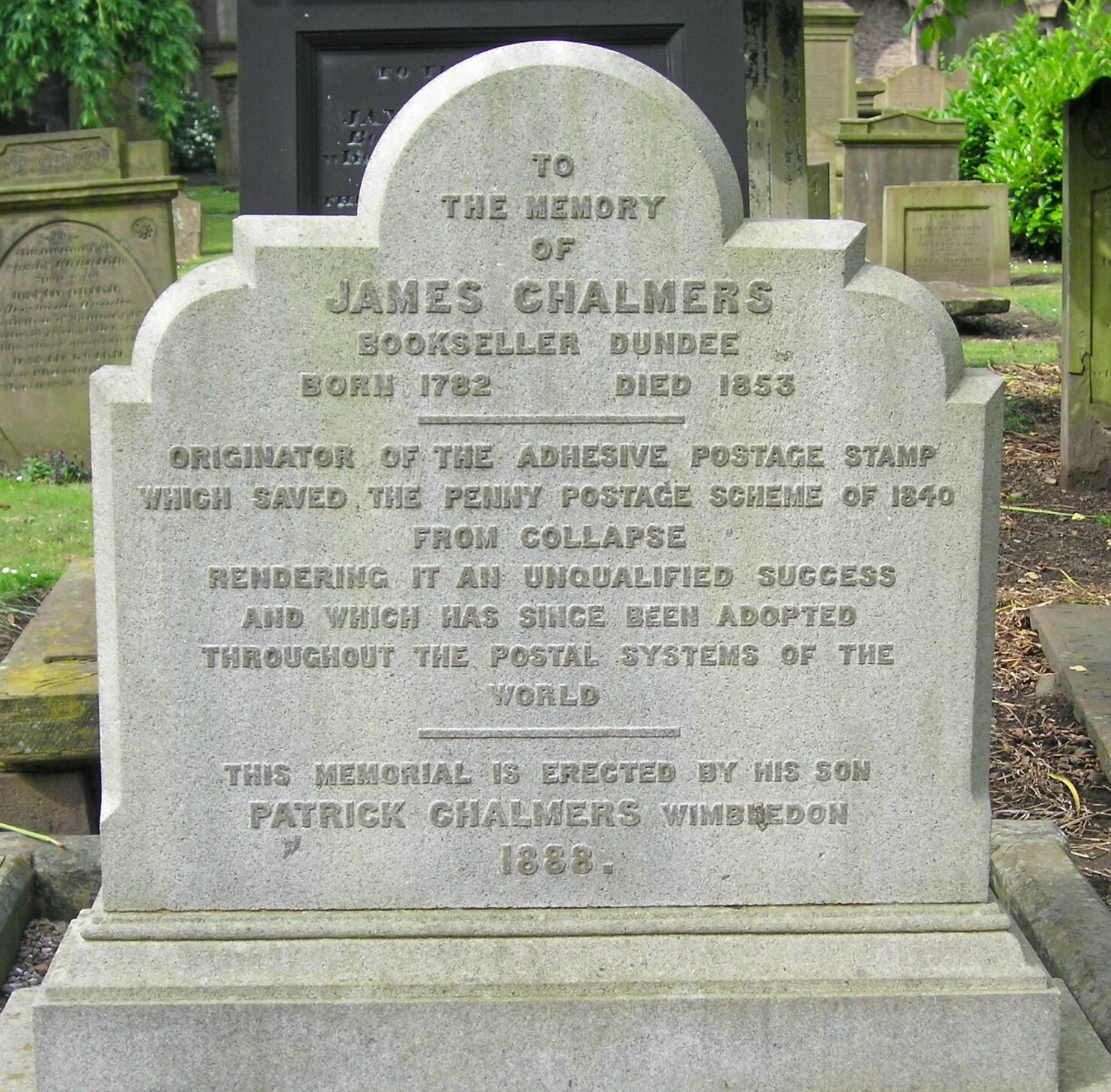
James Chalmers' grafsteen

James Chalmers (Arbroath (Angus), 2 februari 1782 - Dundee, 26 mei 1853) was een Schots uitvinder die de zelfplakkende postzegel en het uniforme posttarief introduceerde.
Hij volgde een opleiding als wever toen hij in 1809 op advies van zijn broer naar Dundee verhuisde. Hij nam een baan aan als boekverkoper, vervolgens als drukker en uiteindelijk werd hij in 1822 uitgever van de krant "The Caledonian". Later diende hij als gemeenteraadslid en werd hij secretaris van de "Nine Incorporated Trades".
In deze hoedanigheid moest hij herhaaldelijk vechten voor tegengestelde belangen, enerzijds de zaak van stadsontwikkeling en anderzijds voor afschaffing van belasting op kranten en krantenadvertenties en de heffing van accijns op papier.
De meeste energie stopte hij in de hervorming van de posterijen en vanaf 1825 spoorde hij de autoriteiten aan om de post tussen Edinburgh en Londen te verbeteren. Hij kon hen ervan overtuigen dat dit zonder extra kosten kon worden bereikt. Na verloop van jaren kon hij een tijdwinst van bijna een dag in beide richtingen bewerkstelligen.
In december 1837, stuurde hij zijn uitgewerkte voorstellen naar Robert Wallace, een parlementslid voor het Schotse Greenock. Verder deed hij een voorstel voor een test met een gegomde postzegel van een en twee pence en een stempelapparaat dat op 8 februari 1838 werd gepresenteerd. Het gebruik van een enveloppe voor brieven werd door hem ontraden omdat volgens zijn systeem elk extra blad tot een hoger tarief leidde. In plaats hiervan stelde hij voor om de brief te sluiten door deze te vouwen en met een sluitstrip of postzegel dicht te plakken.
De invoering van zijn plannen betekende de voorloper van de zogenaamde "Penny Post" in 1840 en tevens een blijk van waardering voor de voormalige drukker voor zijn uitvinding van de postzegel.